# Giuseppe Scortecci
Giuseppe Scortecci (Firenze, 2 novembre 1898 – Milano, 18 ottobre 1973) è stato uno zoologo, esploratore e docente italiano.
È noto per le sue pubblicazioni sugli ambienti desertici, sulla biologia di anfibi e rettili e in generale su ecologia, sulla sistematica e sulla vita e comportamento degli animali.

## Biografia

### Carriera accademica
Figlio di Marianna Ruggini ed Egisto Scortecci, Giuseppe Scortecci dopo essere tornato da reduce della Prima guerra mondiale, ottenne nel 1921 una laurea in Scienze naturali all'Università di Firenze, conseguendo poi un dottorato in Storia naturale diventando parte dell'istituto di anatomia comparata come aiuto cattedra.
Nel 1926 divenne docente presso il Museo civico di storia naturale di Milano nella sezione geologia, rimanendo fino al 1942. Nel frattempo conseguì, nel 1932, la libera docenza in zoologia.
Dal 1941 o dal novembre 1942 ricoprì la cattedra di zoologia all’Università di Genova, fino alla pensione nel 1969, rimanendo preside della facoltà di scienze.

### Viaggi ed esplorazioni
Dal 1931 effettuò un gran numero di viaggi a scopo di studio in diverse zone aride del mondo, tra cui Somalia e Libia. Effettuò una ricerca zoologica nel Fezzan nel 1934 e di nuovo nel 1936, scalando anche varie vette.
Fermati i viaggi a causa della seconda guerra mondiale, nel 1951 poté ricominciarli grazie a un Fulbright Fellowship e a una borsa di studio Smith-Mund, visitando i deserti del Messico del nord e degli Stati Uniti del nord-ovest.
Ritornò in Somalia nel 1953, quando visitò la catena montuosa nel nord della Migiurtinia, e di nuovo nel 1957, visitando zone dove non si erano mai recati altri esploratori bianchi e scalando anche qui diverse vette.
Nel 1962 esplorò l'Arabia meridionale partendo dall'Hadramawt fino a visitare Aden. Nel 1965 effettuò esplorazioni invece nello Yemen del Nord.

### Morte
A causa di un incidente stradale morì il 18 ottobre 1973 a Milano mentre stava progettando un nuovo viaggio in Yemen per esplorare il deserto del Rub' al-Khali.

## Vita privata
Si sposa con Lydia Lurini il 25 aprile 1927, con la quale avrà nel 1931 suo figlio Vieri.